# 7665 Putignano
7665 Putignano eller 1994 TK3 är en asteroid i huvudbältet som upptäcktes den 11 oktober 1994 av den italienske astronomen Vincenzo Silvano Casulli vid Colleverde-observatoriet. Den är uppkallad efter den italienska staden Putignano.
Asteroiden har en diameter på ungefär 6 kilometer och den tillhör asteroidgruppen Koronis.